# Nikolai Leskov
Nikolai Semiónovich Leskov (russo: Николай Семёнович Лесков) (Oriol, 16 de fevereiro de 1831 — São Petersburgo, 5 de março de 1895), foi um escritor russo.
Foi o primeiro dos clássicos russos do século XIX a não vir da aristocracia. Descendia de membros do clero e de comerciantes, por parte de pai, e da pequena nobreza, pelo lado materno. Teve pouca educação formal e, antes de se dedicar à literatura, entra primeiro na carreira burocrática, mais tarde se torna comerciante, atividade pela qual viaja por toda a Rússia. 
Inicia a atividade literária na década de 1860, publicando artigos em jornais e revistas. Mas iria projetar-se como romancista polêmico. Sem saída, foi mal recebida pela crítica, que chegou a considerar o autor retrógrado. Seu romances eram de temática anti niilista, como Com as facas desembainhadas, de 1870 ou sobre o mundo religioso, como Gente da Igreja, de 1872; O peregrino incantado (1873), sua obra-prima; O anjo selado, de 1876; e Pequenos aspectos da vida arcebispal. Estes dois temas preferidos por Leskov foram fundidos em No limite do mundo. O tema do niilismo estava sendo atacado por diversos dos grandes escritores russos da época, em especial por Ivan Turgueniev em Pais e Filhos.

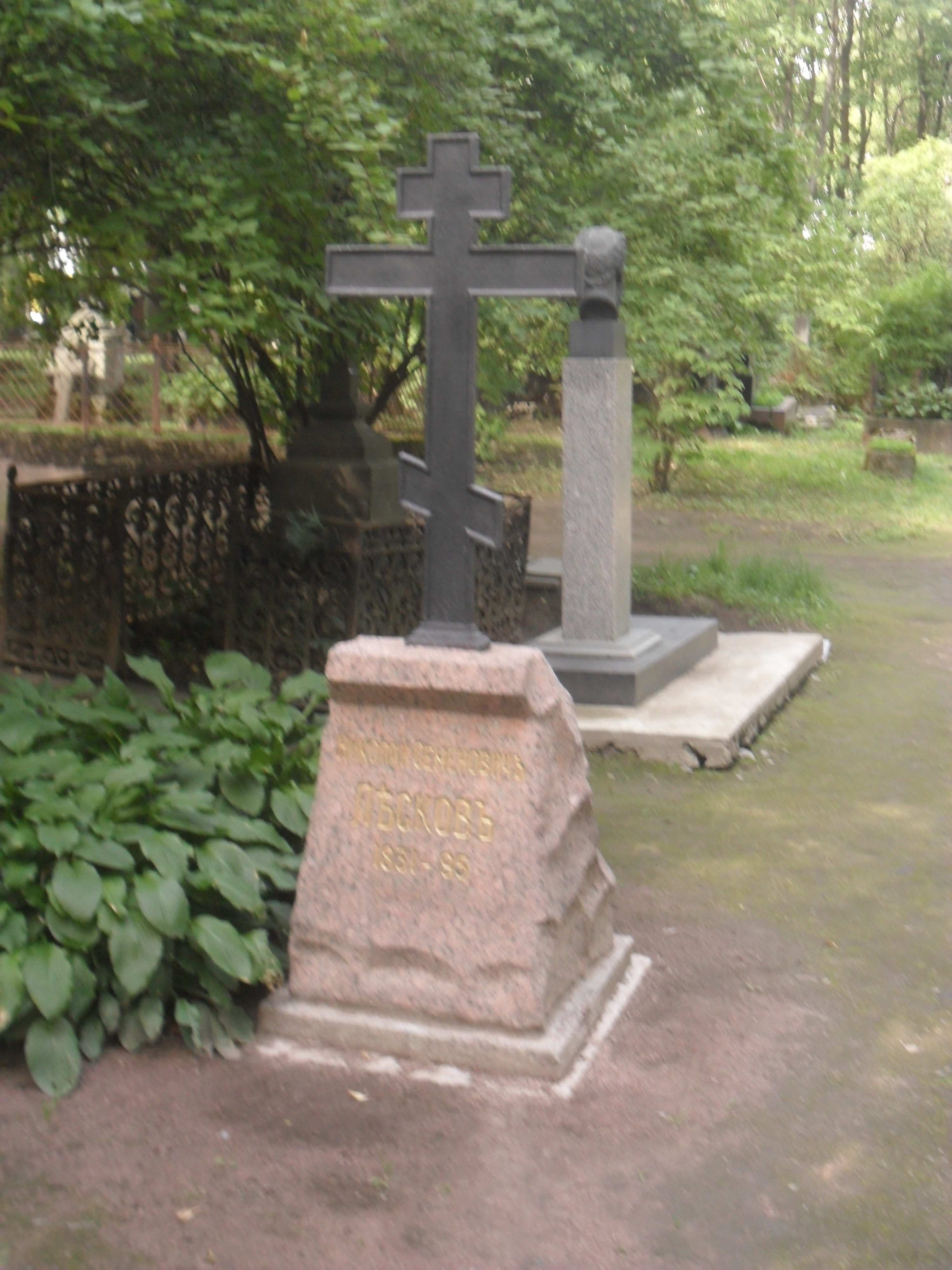
Sepultura no Cemitério de Volkovo

## Obras
Seus romances descrevem com perfeição a vida social da Rússia e entre eles destacam-se:
- Uma família decaída, (1867);
- Lady Macbeth do distrito de Mtsensk, (1865);
- A mulher belicosa, (1866);
- O pavão, (1868);
- O Peregrino encantado (1873; ed. Port.: Lisboa, Nova Vega,2012 : pref. de Walter Benjamin);
- O mosteiro das caçulas, (1874).
- Vontade de ferro (1876)
- O canhoto (1881)
- O boi almiscarado (1887);
- O espantalho (1887);
- O assalto (1887).

Em seu últimos romances deixou-se influenciar pela literatura de Tolstói. Após trabalhar no comitê cultural e na seção pedagógica do Ministério de Instrução, passou a se dedicar exclusivamente à literatura. Somente nos últimos anos de sua vida seu talento começou a ser reconhecido pelos críticos. Tchékhov considerava-o como seu professor.
Em meados da década de 1860, Nikolai Leskov foi colaborador da revista literária Época.